# Luzula lutescens
Luzula lutescens är en tågväxtart som först beskrevs av Gen-Iti Koidzumi, och fick sitt nu gällande namn av Kirschner och Miyam. Luzula lutescens ingår i Frylesläktet som ingår i familjen tågväxter. Inga underarter finns listade i Catalogue of Life.